# Atalante (planetka)
(36) Atalante je planetka nacházející se v hlavním pásu asteroidů. Její průměr činí asi 109 km. Byla objevena 5. října 1855 německo-francouzským astronomem H. Goldschmidtem.